# Gonodes violascens
Gonodes violascens là một loài bướm đêm trong họ Noctuidae.